# Ana García-Siñeriz
Ana María Aurora García-Siñeriz Alonso (Oviedo, Principado de Asturias, España, 26 de julio de 1965) es una presentadora y escritora española.

## Biografía
Nacida en Oviedo, allí pasó el primer año de su vida. Después, sus padres se fueron a vivir a Burgos (Castilla y León). Vivió en esta ciudad castellana hasta los cinco años y de allí a Madrid donde tiene su casa, su familia y amigos. Tiene tres hermanas: Carolina, Sonia y Silvia.

## Carrera profesional
Licenciada en Periodismo y Máster de Radio por Radio Nacional de España y la Universidad Complutense de Madrid. Inició su carrera profesional en la radio, como locutora y redactora de local en una emisora de Pozuelo de Alarcón. Posteriormente dirigió el programa de Televisión Española Hablando claro (1988-1989) y desde agosto de 1990, desempeña funciones de redactora y presentadora de informativos en la cadena de televisión Canal+, donde además presentó en la temporada 1993-1994 el programa cinematográfico Primer plano. 
Después presentó en esa misma cadena y entre 1995 y 2005, el programa de entrevistas Lo + Plus, así como Magacine. También en Canal+ fue la encargada de retransmitir la ceremonia de los Premios Óscar desde 1992 a 2005, ya que es una gran entendida en cine. 
En noviembre de 2005, Canal+ deja su sitio a un nuevo canal de Sogecable, Cuatro en el que Siñeriz presenta el magacín de tarde, Channel n.º4, junto con Boris Izaguirre. El programa se emitió hasta febrero de 2008. Entre el 14 de enero y el 3 de diciembre de 2010 presentó el informativo matinal Matinal Cuatro, que se emitía en directo simultáneamente en Cuatro y CNN+ de lunes a viernes y de 7:00 a 9:30.
En 2012, Atresmedia la ficha para dirigir el programa sobre moda Glamour TV, el cual estaba producido en colaboración entre el grupo y la revista Glamour. El programa se emite en el canal Nova y se mantiene en antena hasta 2014.
En 2016 presentó la primera temporada del programa Luce tu pueblo en Divinity.
Desde septiembre de 2019 participa en el programa A partir de hoy de La 1, como colaboradora, que finaliza en 2020.
Actualmente es columnista en Vogue y es directora de Condé Nast College Spain.

### Trayectoria
- 1988-1989, Hablando claro en TVE.
- 1993-1994, Primer plano en Canal+.
- 1995-2005, Lo + Plus en Canal+.
- 1996-2002, Magacine en Canal+.
- 1992-2005; 2011, Premios Óscar en Canal+.
- 2005-2008, Channel n.º4 en Cuatro.
- 2010, Matinal Cuatro en Cuatro y CNN+.
- 2012-2014, Glamour TV en Nova. Directora.
- 2016, Luce tu pueblo en Divinity.
- 2019-2020, A partir de hoy en La 1.

## Escritora
En 2000 publicó un libro titulado Bebé a bordo en el que relata sus experiencias con el embarazo y la maternidad. Posteriormente ha presentado la novela Esas mujeres rubias y el libro Nueve meses y un día.
También ha publicado con el ilustrador Jordi Labanda una serie de libros juveniles bajo el título La banda de Zoé protagonizados por una niña llamada Zoé: Los dos mundos de Zoé, Elemental querida Zoé, Esto sí que es Hollywood, I love NY, Zoé y la princesa romana, Sayonara, Zoé, Gatos, espías y rollitos de primavera, Vaya lío en Río, Zoé en Barcelona o Amor y pollo con patatas.